# Vanilla kaniensis
Vanilla kaniensis är en orkidéart som beskrevs av Rudolf Schlechter. Vanilla kaniensis ingår i släktet Vanilla och familjen orkidéer. Inga underarter finns listade i Catalogue of Life.